# Liste antiker Ortsnamen und geographischer Bezeichnungen/Ty
| Lateinischer Name | Griechischer Name                          | Beschreibung                                                       | Heute                                            | Quellen und Verweise | Lage |
| ----------------- | ------------------------------------------ | ------------------------------------------------------------------ | ------------------------------------------------ | -------------------- | ---- |
| Tyana             | Τύανα (Tyana)                              | Stadt in Kappadokien                                               | Kemerhisar südlich von Niğde in der Türkei       | Smith;               |      |
| Tybiacae          |                                            |                                                                    |                                                  | Smith;               |      |
| Tyde              |                                            |                                                                    |                                                  | Smith;               |      |
| Tyle              |                                            |                                                                    |                                                  | Smith;               |      |
| Tylissus          |                                            |                                                                    |                                                  | Smith;               |      |
| Tylus             |                                            |                                                                    |                                                  | Smith;               |      |
| Tymandus          | Τύμανδος (Tymandos)                        | Stadt in Phrygien                                                  | östlich von Senirkent in der Türkei              | Smith;               |      |
| Tymbres           |                                            |                                                                    |                                                  | Smith;               |      |
| Tymphaea          |                                            |                                                                    |                                                  | Smith;               |      |
| Tymphe            |                                            |                                                                    |                                                  | Smith;               |      |
| Tymphrestus       |                                            |                                                                    |                                                  | Smith;               |      |
| Tyndaris          | Τυνδαρίς (Tyndaris)                        | Stadt an der Nordküste Siziliens                                   | Tindari in der Provinz Messina in Italien        | Smith;               |      |
| Tyndis            |                                            |                                                                    |                                                  | Smith;               |      |
| Tynidrumense Opp  |                                            |                                                                    |                                                  | Smith;               |      |
| Tynna             | Τύννα (Tynna)                              | Stadt in Kappadokien                                               | Porsuk in der Provinz Niğde in der Türkei        | Smith;               |      |
| Typaeus           |                                            |                                                                    |                                                  | Smith;               |      |
| Typaneae          |                                            |                                                                    |                                                  | Smith;               |      |
| Tyracia           |                                            |                                                                    |                                                  | Smith;               |      |
| Tyrallis          |                                            |                                                                    |                                                  | Smith;               |      |
| Tyrambae          |                                            |                                                                    |                                                  | Smith;               |      |
| Tyrangitae        |                                            |                                                                    |                                                  | Smith;               |      |
| Tyrannoboas       |                                            |                                                                    |                                                  | Smith;               |      |
| Tyras             | Τύρας (Tyras)                              | Fluss in Sarmatien                                                 | Dnister                                          | Smith;               |      |
| Tyras             | Τύρας (Tyras)                              | griechische Kolonialstadt an der Mündung des gleichnamigen Flusses | Bilhorod-Dnistrowskyj in der Ukraine             | Smith;               |      |
| Tyriaeum          | Τυραῖον (Tyraion), Τυριαῖον (Tyriaion)     | Stadt in der Kabalia an der Grenze zwischen Phrygien und Pisidien  | bei Teke Kozağac in der Türkei                   | Smith;               |      |
| Tyrictaca, Dia    | Τυριτάκη (Tyritakē), Τυρικτάκη (Tyriktakē) | Stadt am kimmerischen Bosporus                                     | Ruinen bei Arshintsevo an der Straße von Kertsch | Smith;               |      |
| Tyrissa           |                                            |                                                                    |                                                  | Smith;               |      |
| Tyritae           |                                            |                                                                    |                                                  | Smith;               |      |
| Tyrrhenia         |                                            |                                                                    |                                                  | Smith;               |      |
| Tyrrhenum Mare    |                                            |                                                                    |                                                  | Smith;               |      |
| Tyrrhine          |                                            |                                                                    |                                                  | Smith;               |      |
| Tyrsus            |                                            |                                                                    |                                                  | Smith;               |      |
| Tyrus             | Τύρος (Tyros)                              | Stadt in Phönizien                                                 | Tyros im Libanon                                 | Smith;               |      |
| Tysanusa          |                                            |                                                                    |                                                  | Smith;               |      |